# Asopo
Asopo (Ἀ̄σωπός) es el nombre de varios ríos de Grecia, tanto actuales, como de época antigua. Era también el nombre de los dioses que representaban dichos ríos.

## Los ríos
Durante la antigüedad, había cuatro ríos en Grecia con este nombre, siendo los dos primeros los más conocidos y a los que se refieren los relatos mitológicos que hablan de Asopo. Tan solo el primero sigue llevando a día de hoy ese nombre:
1. Asopo beocio, un río de Beocia que nace en el monte Citerón y atraviesa la región de Platea hasta desembocar en el estrecho de Euripo. Era la frontera natural entre Tebas y Platea, y en sus márgenes se desarrolló la famosa Batalla de Platea. Según Pausanias este río producía los juncos más altos que cualquier otro río.
2. Asopo fliasio, un río del Peloponeso, que nacía en la región de Fliunte y desembocaba en el golfo de Corinto, cerca de Sición. Los habitantes de estas regiones afirmaban que en realidad el Asopo era el mismo río que el Meandro, que discurre por Frigia y Caria. Según ellos, el Meandro no desembocaba en el mar cuando llegaba a Mileto, sino que seguía su curso bajo tierra y volvía a nacer en el Peloponeso, formando el Asopo. Hoy día se llama Agiorgitiko.
3. Un río de Tesalia, que nace en el monte Eta y desemboca en el golfo Maliaco.
4. Heródoto menciona que había otro río con el nombre de Asopo en Traquis, cerca del paso de las Termópilas.

## Asopo en la mitología
En la mitología griega Asopo aparecía como el nombre de dos reyes que descubrieron los respectivos ríos de Beocia y Peloponeso, pero con el paso del tiempo ambos personajes se fueron fundiendo en uno, que fue divinizado como el resto de los ríos. Sin embargo, dado el carácter geográfico de los nombres de los hijos de Asopo, es fácil reconocer qué partes de la mitología pertenecen al dios fluvial beocio y cuáles al del Peloponeso. Los hombres que honran a los dioses fluviales les hacen estatuas, en algunos casos antropomórficas, mientras que otros les dan forma bovina. Los sicionios y los filiasios atribuyen al Asopo una semejanza con el ganado.
En cuanto a la ascendencia de Asopo, Hesíodo dice que los tres mil dioses fluviales emanaban del río Océano. Apolodoro nos resume las diferentes variantes de su filiación: «Asopo era hijo de Océano y Tetis, o, según Acusilao, de Pero y Poseidón, y según otros, de Zeus y Eurínome». Pero otros dicen que Eurínome era la esposa de Asopo y que Zeus la hizo madre de Ogigias. O bien Asopo, como mortal, era hijo de Celusa y de Poseidón.
Asopo beocio: según Pausanias, los plateenses no conocen a ningún otro rey excepto a Asopo y antes a Citerón. Por él dicen que le fue puesto el nombre al monte, y el de Asopo al río. Platea, que dio su nombre a la ciudad, era hija del rey Asopo, y no del río. Entre la descendencia de este Asopo se encuentra Oéroe, Tebe, Tespia, Antíope, Hipseo y la ya mencionada Platea.
Asopo fliasio: Pausanias dice que Asopo era un hombre mortal y que, bajo el reinado de Arante, Asopo, hijo de Celusa y de Posidón, descubrió el agua del río que los habitantes de ahora llaman Asopo por el que lo descubrió. Diodoro Sículo dice que Asopo que hijo de Océano y Tetis, y que, por su parte, se estableció en Fliunte y tuvo varias hijas. Hijas de este Asopo serían Ismene, Nemea y Harpina.
Asopo casó con Metope, una náyade hija del dios fluvial Ladón. Con ella tuvo numerosa descendencia femenina pero también hijos varones. Apolodoro dice que fueron dos hijos, Ismeno y Pelagonte que Diodoro refiere como Pelasgo e Ismeno. Uno de los hijos, Ismeno, se dirigió a Beocia y se estableció junto al río que de él tomó su nombre, el río Ismeno. Se dice que Cadmo, recibido un oráculo acerca de dónde instalarse, cruzó Fócide, y habiendo hallado la vaca en los rebaños de Pelagonte, la siguió. Pelagonte pudiera ser o no hijo de Asopo pues el autor no cita a otro personaje con otro nombre. Otro hijo referido de Asopo fue Hipseo, mortal que defendió la zona del ataque de los siete contra Tebas, pero fue derrotado por Capaneo.
Más célebres son las hijas que Metope le alumbró a Asopo, doce según unos, veinte según otros o tal vez solo nueve. Las Asópides («hijas de Asopo»), la mayoría náyades epónimas de un lugar o corriente de agua dulce, fueron objeto del deseo de dioses como Zeus, Apolo, Ares o Poseidón. Estas uniones y los hijos que surgieron de ellas hacían referencia a los distintos pueblos que iban colonizando las orillas del Asopo, así como a las distintas partes de Grecia que estos fueron conquistando. De todas las hijas de Asopo solo algunas están atestiguadas como hijas Metope.
Se cuenta que el adivino beocio Acrefén, hijo de Orión, le reveló a Asopo el destino de sus nueve hijas, que habían sido raptadas por los dioses. Zeus se llevó a tres, tres Poseidón, dos Apolo y Hermes solo una. Acrefén le dice a Asopo: «así lo dispusieron Eros y la Cípride [Afrodita], que en algún momento fueron a tu casa ocultamente y raptaron a las nueve muchachas: ellas andando el tiempo engendrarán un linaje de semidioses y serán fecundas y carentes de vejez de acuerdo con el trípode oracular». Asopo aceptó el consejo, dejando entrever que ésta es la versión en la que Asopo era considerado un mortal. Ahora bien, Acrefen tomó su nombre de la ciudad de Acrefía, en el lado este del lago Copais y al pie del santuario de Apolo Ptoo. El monte Ptoo llevaba su nombre por Ptoo, un hijo de Apolo y de Zeuxipe, la hija de Atamante.
Poetas tardíos ya imaginaron solo el rapto de Egina y la preocupación de Asopo por encontrarla. Zeus la había raptado convertido en águila y Asopo salió en su búsqueda. El rey de Corinto, Sísifo, prometió informarle de su paradero si proporcionaba a la ciudad un manantial permanente con el que abastecerse. Así, Asopo creó el manantial de Pirene y Sísifo le contó todo lo que sabía. Zeus castigó esta indiscreción ordenando a Hermes que llevase a Sísifo al Tártaro, donde fue castigado por la eternidad por este y otros crímenes que había cometido. Gracias a las indicaciones de Sísifo, Asopo fue inundando la zona y logró descubrir a Zeus con su hija en un bosque. El dios, que estaba desarmado, huyó vergonzoso y sólo se libró de la ira de Asopo transformándose en una piedra. Cuando Asopo ya había pasado, Zeus volvió al Olimpo y desde allí le arrojó sus rayos de forma tal que el río tuvo que retroceder hasta su cauce. Desde entonces el río Asopo se mueve lento, por las heridas que recibió, y de su lecho se podían extraer trozos de carbón quemado producto de este incidente.

### Las ninfas Asópides
| Asópide  | Particularidades |
| -------- | --- |
| Antíope  | Madre de Anfión y Zeto por Zeus. |
| Arne     | Madre por Poseidón de Beoto y abuela de Onquesto, epónimo de Onquesto. |
| Asópide  | Su madre fue Metope. Citada por Diodoro Sículo. No obstante Asópide puede significar simplemente «de las tierras del Asopo» y pudiera ser un epíteto de las otras hijas de Asopo. Ovidio, por ejemplo, llama Asópide a Egina.                                                                                      |
| Cálcide  | Su madre fue Metope. Epónima de Calcis, capital de Eubea. |
| Cleone   | Su madre fue Metope. Epónima del pequeño pueblo de Cleonas, a medio camino de Corinto a Argos. |
| Corcira  | Su madre fue Metope. Corcira fue llevada por Poseidón a una isla que por ella se llamó Corcira. De ella y de Poseidón nació Féax, del que los feacios tomaron su nombre. De Féax nació nació Alcínoo, el que devolvió a Odiseo a Ítaca.                                                                            |
| Egina    | Su madre fue Metope. Egina fue raptada por Zeus y de Fliunte fue llevada a la isla que por ella recibió el nombre de Egina; allí se unió a Zeus y dio a luz a Éaco, que fue rey de la isla. Hijos de Éaco fueron Peleo y Telamón.                                                                                  |
| Eubea    | Epónima de Eubea, la encantadora Eubea fue raptada por Poseidón pero nada más se sabe. |
| Fílira   | Otro nombre para la esposa del dios fluvial Peneo. |
| Harpina  | Ares se unió a Harpina, la hija de Asopo, y engendró a Enómao. Éste engendró a una única hija, a la que llamó Hipodamía. Enómao dio el nombre de su madre a Harpina, una ciudad de la zona, y Harpinates a un río cercano.                                                                                         |
| Ismene   | Esposa de Argos Panoptes, madre de Yaso y abuela de Ío. |
| Nemea    | Epónima de Nemea y presunta madre de Arquémoro en la última obra de Esquilo, la Nemea. |
| Oéroe    | Epónima del río Oéroe, acaso un afluente. Pudiera ser la misma que Platea. |
| Ornia    | Su madre fue Metope. Posible epónima del pequeño pueblo de Orneas, al sur de Fliunte. |
| Pirene   | Su madre fue Metope. La fuente de Pirene, que corre detrás del Acrocorinto, lleva su nombre por Pirene. Esta tuvo de Poseidón a Cencrias, epónimo de Cencreas. |
| Platea   | Epónima de Platea. |
| Prónoe   | Citada por un escoliasta, tuvo de Poseidón a Foco. |
| Rode     | Según un escolio hija de Asopo y madre, por Helios, de Faetonte y las Helíades. |
| Salamina | Su madre fue Metope. Salamina fue raptada por Poseidón y trasladada a la isla que por ella recibió el nombre de Salamina; se unió a Poseidón y concibió a Cicreo, que fue rey de esta isla y se hizo célebre por matar a una serpiente de tamaño extraordinario que traía a mal traer a los habitantes de la isla. |
| Sinope   | Su madre fue Metope. Sinope fue raptada por Apolo y llevada al lugar donde actualmente se encuentra la ciudad que por ella recibe el nombre de Sinope. De ella y de Apolo nació un hijo, Siro, que fue rey de aquellos que por él recibieron el nombre de sirios.                                                  |
| Tanagra  | Su madre fue Metope. Epónima de Tanagra, Ares y Hermes compitieron en el pugilato para llevarse el afecto de la ninfa. |
| Tebe     | Su madre fue Metope. Epónima de Tebas y seducida por Zeus pero no se le describe unión. Se desposó con Zeto. |
| Tespia   | Su madre fue Metope. Epónima de Tespias. |

## Otros personajes homónimos
Existen en la mitología griega otros personajes con el nombre de Asopo:
1. Un rey de Fliunte, a donde había ido desde las márgenes del Meandro.
2. Un rey de Platea, hijo de Poseidón y Celusa. Junto con el anterior se fusionó posteriormente en el dios fluvial descrito anteriormente.
3. Un río de Acaya, llamado así en recuerdo del anterior.